# Med Danmarks kongepar i USA
|  | Denne artikel er oprettet af botten Steenthbot ud fra en ekstern database. Den kan derfor have sproglige fejl eller mangler. Denne skabelon kan fjernes efter kontrol af indholdet. |

Med Danmarks kongepar i USA er en dansk dokumentarfilm fra 1961.

## Handling
Reportagefilm om kongeparets besøg i USA i efteråret 1960